# Physcomitrium argentinicum
Physcomitrium argentinicum là một loài Rêu trong họ Funariaceae. Loài này được Paris mô tả khoa học đầu tiên năm 1897.